# تیاک
تیاک (انگلیسی: TEAC) شرکت الکترونیک ژاپنی است، که در سال ۱۹۵۳ تأسیس شد.